# 聖女之歌系列
《聖女之歌》（Heroine Anthem）是一個由唯晶科技及其前身風雷時代所開發的電子角色扮演遊戲，目前已發行了三代。

## 劇情

### 圣女之歌I简介
女主角艾妲自惊心动魄的船难中苏醒，映入眼帘竟是如梦似幻的海底宫殿。镜子中映照的是成为人鱼之身的自己，什么都还来不及明白，来自深海的救赎与咒诅，末世降临的预言之日迫在眉梢，为了生存下去、为了解开鱼化之法的束缚、为了寻找失散的妹妹、为了重拾过去美好的生活、少女的冒险就此展开……

### 聖女之歌II簡介
圣女之歌二延续一的情节，女主角艾妲冒险的旅程持续前进，足迹自祥和的庄园走入林荫、越过冰川、乘着海潮航行于壮丽的世界中。挺身面对即将到来的沉重黑暗，在痛苦与绝望之中，领受人间情爱的美好。卷进神与魔纷争的末世之战，少女将在其中扮演何种关键角色？是归顺命运的安排？亦或开启自己的道路？波澜壮阔的故事将再次启航……

### 圣女之歌零简介
《圣女之歌 ZERO》是《圣女之歌》系列睽违 14 年最新续作，以全新篇章正传重新诠释圣女之歌浪漫凄美的故事。本作故事回到前一个末日，经历洗净世界的神罚过后，救世主后裔环绕着世界树「特拉希尔」繁衍新的生命，在数千年后重新发展出鼎盛的安古拉王朝。精灵与人类，重新建立起和平共荣的乐土，共同对抗蔓延自世界边境，一步步散发着死亡气息的长角森海。俄撒图森守者瓦因，与浪迹天涯的猫少女旅者夏玛，两人阴错阳差的相遇，竟将展开如蛛网般交织的命运纠葛，在这没有被神原谅的世界里，他们求生的步履，却背负起后世千百代历史难以饶恕的罪罚。

## 登場角色

### 聖女之歌 I
- 艾妲 Edda
- 忽倫 Hulen
- 茱兒 Jure
- 貝丁 Bedin

### 聖女之歌 II
除了延續一代角色，有追加新角色供玩家控制：
- 娜娜 Nana
- 密妮亞 Miniya
- 蕾咪 Laemy
- 肆羅 Sero

### 圣女之歌零
- 瓦因·萨里姆 Wanin Sarem
- 夏玛·库答密 Shama Kutami
- 莫莫莉亚 Mormolia
- 奈儿·萨里姆 Neire Sarem
- 创赛亚·约顿恒 Thronzeya Jortun

## 遊戲系統

### 符石系統
玩家可以根據手冊中的魔法附錄、遊戲中獲得的魔法口訣通過2至4顆符石組合合成魔法。當遊戲進行至聖2中後段時，玩家還可以學習終極奧義魔法。
隨著劇情發展，玩家可以從特定人物和遊戲路途中得到符石共25顆。

## 遊戲原聲
《聖女之歌II》音樂CD
| #  | 曲名              |
| -- | ----------------- |
| 1  | 時廊之傷          |
| 2  | 風中回奏 序曲     |
| 3  | 村野 （拿桑村）   |
| 4  | 大寒 （柏銀村）   |
| 5  | 大火的英靈        |
| 6  | 巴卡斯的回憶      |
| 7  | 維京之風          |
| 8  | 海賊王的沉思      |
| 9  | 莉瑟兒            |
| 10 | 兵巢 （亞薩鐘樓） |
| 11 | 魁恩西宅邸        |
| 12 | 北岸（舊岸港口）  |
| 13 | 破曉之程          |
| 14 | 薩卡與烏麗奴      |
| 15 | 海潮之劍          |
| 16 | 漫步之旅          |

## 外部連結
- 聖女之歌 I、II 官方網站 （页面存档备份，存于）
- 圣女之歌零官方网站 （页面存档备份，存于）
- 唯晶科技 （页面存档备份，存于）